# Paraguas de Whitney
En matemática, el paraguas de Whitney, llamado así por el matemático estadounidense Hassler Whitney, (a veces denominado también paraguas de Cayley) es una superficie específica auto-intersecada del espacio tridimensional. Es la unión de todas las líneas rectas que pasan a través de los puntos de una parábola fija y son perpendiculares a una línea recta fija, paralela al eje de la parábola y que se encuentran en su plano de bisección perpendicular. 

## Fórmulas

Paraguas de Whitney como una superficie reglada, generada por una línea recta en movimiento

El paraguas de Whitney se puede definir mediante las ecuaciones paramétricas en coordenadas cartesianas siguientes:
{\displaystyle \left\{{\begin{aligned}x(u,v)&=uv,\\y(u,v)&=u,\\z(u,v)&=v^{2},\end{aligned}}\right.}
donde los parámetros u y v varían sobre los números reales. También viene dada por la ecuación implícita
{\displaystyle x^{2}-y^{2}z=0.}
Esta fórmula también incluye el eje z negativo (que se llama el mango del paraguas).

## Propiedades
El paraguas de Whitney es una superficie reglada y un conoide recto. Es importante en el campo de la teoría de la singularidad, como un modelo local simple de una singularidad en forma de un punto de pellizco. Este punto y la singularidad del pliegue son las únicas singularidades locales estables de las aplicaciones de R2 a R3. 
Lleva el nombre del matemático estadounidense Hassler Whitney.
En la teoría de cuerdas, una brana de Whitney es una brana D7 que envuelve una variedad cuyas singularidades son modeladas localmente por el paraguas Whitney. Las branas de Whitney aparecen naturalmente cuando se toma el límite de acoplamiento débil de la teoría F. 